# Hans Stelter

Hans Stelter (vor 1925)

Johann Eduard Stelter (* 13. Oktober 1895 in Oberhausen; † 23. November 1945 in Oldenburg in Oldenburg) war ein deutscher Journalist, Publizist und völkisch-nationalsozialistischer Politiker.

## Leben
Nach dem Besuch der Volksschule und des Realgymnasiums in Oberhausen nahm Stelter am Weltkrieg teil. Nach dem Krieg studierte Stelter Geschichte, Volkswirtschaft und Philosophie an der Universität Berlin. Zudem betätigte er sich als Redakteur, u. a. bei der Rheinisch-Westfälischen Zeitung, der Kreuzzeitung und der Deutschen Zeitung. Er wurde Chefredakteur des in Berlin-Wilhelmshagen ansässigen Deutschen Tageblattes, dessen Herausgeber er am 1. April 1923 wurde. Er verfasste zudem viele Aufsätze und Bücher über die jungdeutsche völkische Bewegung.
Stelter gehörte seit der Gründung der DFVP zu deren Führungsmitgliedern. Nach der Wahl im Mai 1924 zog er auf Reichswahlvorschlag für die Nationalsozialistische Freiheitspartei in den Reichstag ein, dem er für die zweite Wahlperiode angehörte.
Am 1. April 1941 trat Stelter der NSDAP bei.
Nach Kriegsende wurde Steltes Buch Völkische Kulturaufgaben (1924) in der DDR auf die Liste der auszusondernden Literatur gesetzt.

## Schriften
- Eine Geschichte deutscher Jugendbewegung zugleich Handbuch und Richtlinien der deutschen Jugendgemeinschaft, Berlin 1919.
- Völkische Kulturaufgaben, Berlin 1924.